# Ziolkowski-Gletscher
Der Ziolkowski-Gletscher (russisch Ледник Циолковского Lednik Ziolkowskowo)  ist ein Gletscher im ostantarktischen Mac-Robertson-Land. Er liegt in den Prince Charles Mountains.
Russische Wissenschaftler benannten ihn nach dem russischen Raumfahrtpionier Konstantin Ziolkowski (1857–1935).